# Marcel-Augustin Vaucel
Marcel-Augustin Vaucel, francoski general, * 16. januar 1894, † 9. september 1969.